# James Galanos

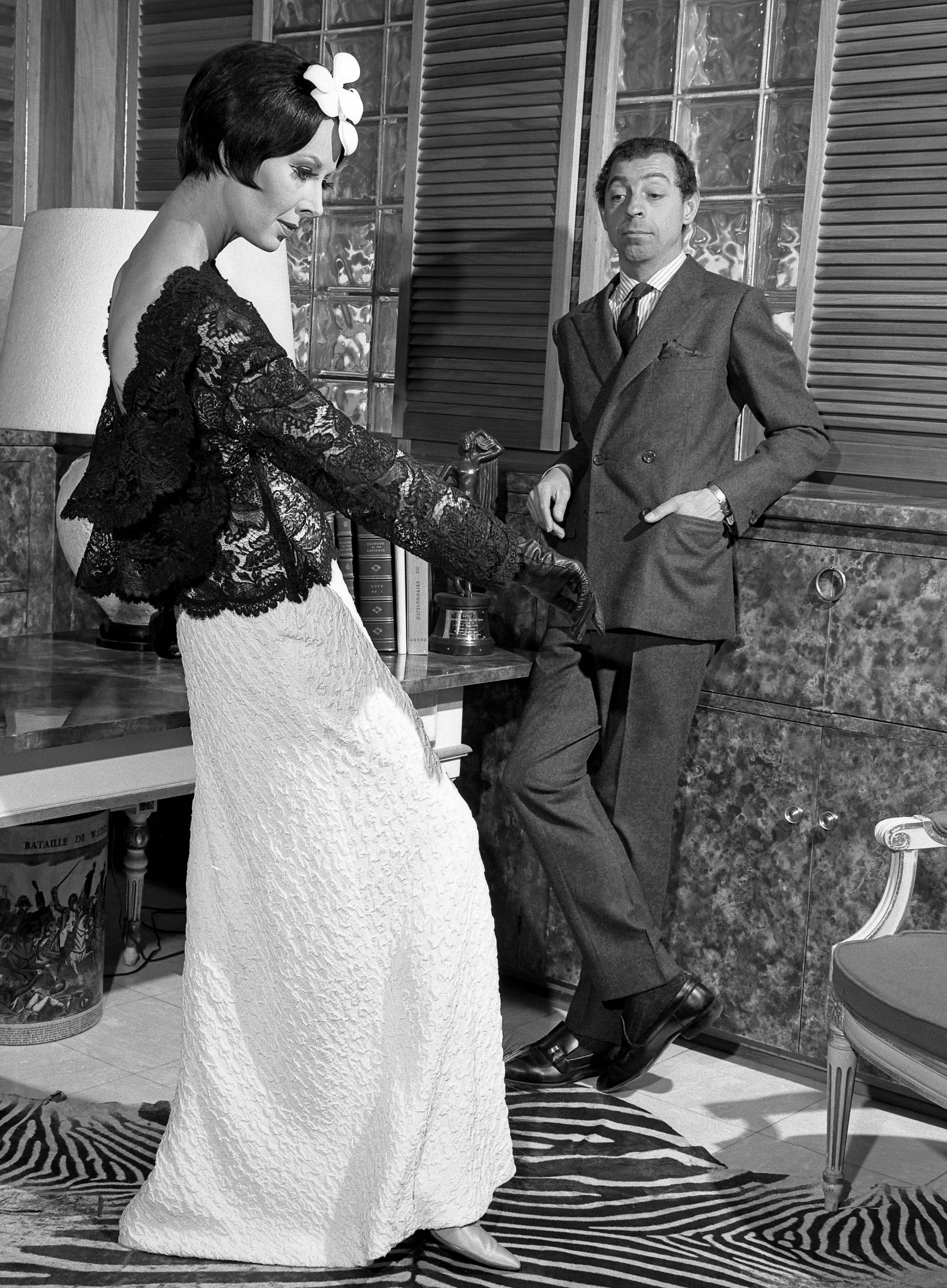
James Galanos mit einem Model in von ihm kreierter Mode (1965)

James Galanos (* 20. September 1924 in Philadelphia, Pennsylvania; † 30. Oktober 2016 in West Hollywood, Kalifornien) war ein US-amerikanischer Modedesigner und Maler.

## Leben

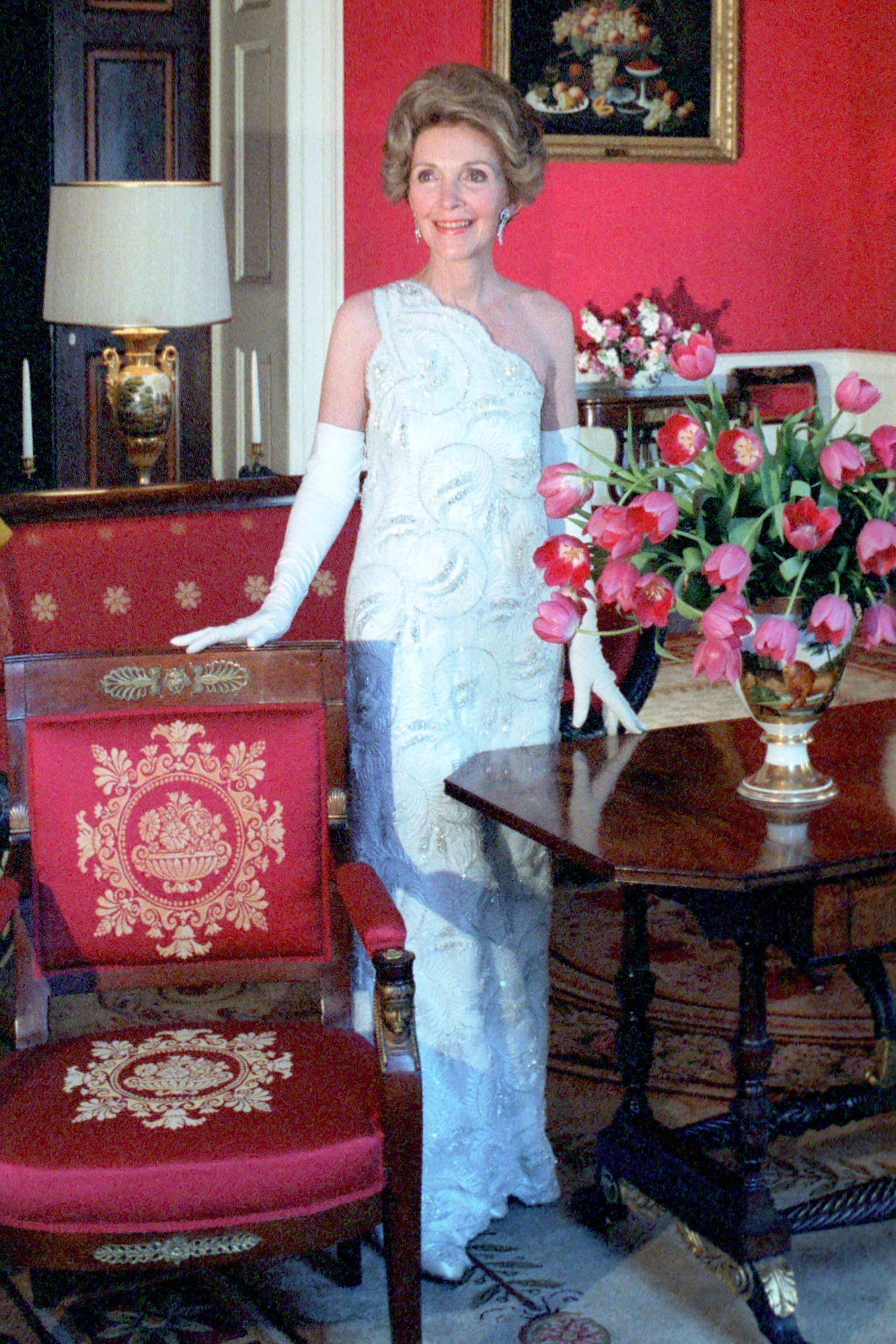
Nancy Reagan in einem von Galanos entworfenen Kleid (1981)

James Galanos, Sohn griechischer Einwanderer, besuchte die High School Bridgeton in Bridgeton, New Jersey. Im Jahr 1943 studierte er Modedesign an der Traphagen School of Fashion in New York City. Galanos arbeitete für mehrere berühmte Modedesigner in Paris und in New York City, darunter Hattie Carnegie und Jean Louis. 1951 eröffnete er sein eigenes Modehaus in Los Angeles. Zu seinen Kundinnen gehörten die Sängerin Diana Ross, die Schauspielerin Rosalind Russell und die ehemalige First Lady Nancy Reagan.

## Auszeichnungen (Auswahl)
- 1954 und 1956: Coty American Fashion Critics Award
- 1954: Neiman Marcus Award
- 1958: Filene’s Young Talent Design Award
- 1958: Cotton Fashion Award
- 1959: Coty American Hall of Fame Award
- 1965: Sunday Times International Fashion Award
- 1985: Council of Fashion Designers of America Lifetime Achievement Award
- 1986: Stanley Award

Der Designer James Galanos wurde 2001 in Beverly Hills mit dem Rodeo Drive Walk of Style Award ausgezeichnet. Wie seine prominenten Vorgänger Salvatore Ferragamo, Herb Ritts, Mario Testino, Gianni und Donatella Versace wurde auch er mit einer Plakette dauerhaft auf dem Rodeo Drive Boulevard verewigt.